# Pasir Pinang (Portibi)
Pasir Pinang is een bestuurslaag in het regentschap Padang Lawas Utara van de provincie Noord-Sumatra, Indonesië. Pasir Pinang telt 471 inwoners (volkstelling 2010).